# جون باجلي (كرة سلة)
جون باجلي (بالإنجليزية: John Bagley)‏ مواليد 23 أبريل 1960 في بريدجبورت، هو لاعب كرة سلة أمريكي سابق أصبح مدرباً بدأ مسيرته الاحترافية في سنة 1982. تم اختياره من قبل فريق كليفلاند كافالييرز خلال الدرافت وحمل الرقم 5. يبلغ طوله 6 قدم 0 بوصة (1.8 م). اعتزل اللعب في 1993.

## المسيرة الاحترافية
لعب مع كليفلاند كافالييرز من سنة 1982 إلى 1987، ثم لعب مع بروكلين نتس من سنة 1987 إلى 1989، ثم لعب مع بوسطن سيلتكس من سنة 1989 إلى 1993، ثم لعب مع أتلانتا هوكس في سنة 1993.

## روابط خارجية
- جون باجلي على موقع إن بي أي (الإنجليزية)
- جون باجلي على موقع سبورتس رفرنس (الإنجليزية)
- جون باجلي على موقع كلية كرة السلة في سبورتس رفرنس.كوم (الإنجليزية)
- جون باجلي على موقع ريلجم (الإنجليزية)
- جون باجلي على موقع بروبوليرز (الإنجليزية)